# Peach Club
Peach Club es el quinto álbum de estudio de la banda estadounidense de rock alternativo Emarosa. Fue lanzado el 8 de febrero de 2019 a través de Hopeless Records y fue producido por Courtney Ballard. Este álbum sirve como sucesor de su anterior álbum, 131 (2016) y muestra la aventura de la banda hacia elementos pop, synth-pop y pop rock, alejándose aún más de su sonido inicial de post-hardcore y rock alternativo.
Es el primer álbum de la banda que presenta al bajista Robert Joffred y también el último álbum lanzado por la banda a través de Hopeless Records, quienes parecen haber abandonado la banda luego de las acusaciones que surgieron contra el vocalista Bradley Walden.

## Lanzamiento y promoción
El 17 de octubre de 2018, Emarosa anunció Peach Club, la fecha de lanzamiento y paquetes limitados de pedidos anticipados. El sencillo principal, "Givin' Up", fue lanzado el 16 de noviembre de 2018, junto con su vídeo musical.
El 8 de enero de 2019, la banda lanzó el segundo sencillo del álbum, "Don't Cry", junto con su video animado, que se estrenó en PopCrush. El 30 de enero, la banda lanzó el tercer sencillo "Cautious". El 6 de febrero se lanzó el cuarto sencillo, "Get Back Up".

## Lista de canciones
| N.º | Título         | Duración |  |
| 1.  | «Givin' Up»    | 3:10     |  |
| 2.  | «Don't Cry»    | 3:11     |  |
| 3.  | «Cautious»     | 3:15     |  |
| 4.  | «Get Back Up»  | 3:10     |  |
| 5.  | «So Bad»       | 3:29     |  |
| 6.  | «Help You Out» | 3:42     |  |
| 7.  | «XO»           | 2:33     |  |
| 8.  | «Hell of It»   | 3:27     |  |
| 9.  | «Comfortable»  | 3:25     |  |
| 10. | «Iw2dwy»       | 3:11     |  |
| 11. | «Wait, Stay»   | 4:00     |  |

## Posicionamiento en lista
| Lista (2019)                     | Posición |
| -------------------------------- | -------- |
| Estados Unidos (Billboard 200)   | 137      |
| Estados Unidos (Top Rock Albums) | 20       |

## Personal
Emarosa
- Bradley Walden - voz principal
- ER White – guitarra
- Matthew Marcellus – guitarra rítmica
- Robert Joffred - bajo